# جون مكارثي (دبلوماسي)
جون مكارثي (بالإنجليزية: John McCarthy) هو دبلوماسي أسترالي وأمريكي، ولد في 1942 في واشنطن العاصمة في الولايات المتحدة.